# Blastocoel

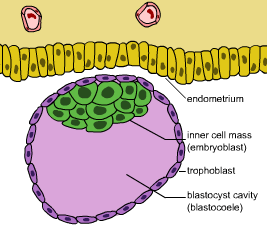
Na tomto obrázku je rané embryo (kulovitý útvar), které se blíží k endometriu (děložní sliznici, žlutě). Fialové buňky na povrchu embrya jsou buňky trofoblastu, uvnitř je blastocoel a vlastní embryonální buňky, embryoblast

Blastocoel („prvotní tělní dutina“) je dutina vyplněná tekutinou, nacházející se uvnitř blastuly. (resp. u savců v blastocystě).

## Vznik a zánik
Když morula vstoupí do děložního prostoru, zona pellucida přítomná na povrchu moruly se najednou stane mnohem propustnější. Tím se do vnitřní buněčné masy moruly dostane velké množství tekutiny a vznikají velké mezibuněčné prostory vyplněné vodou, z nichž se nakonec zformuje blastocoel. Tzv. nepravá tělní dutina pak tvoří u některých nižších živočichů v dospělosti tzv. pseudocoel, u coelomátních živočichů však dochází k vystlání této dutiny mezodermem a mluví se o pravé tělní dutině, tedy coelomu. Tím technicky vzato blastocoel zaniká.